# The 9th Life of Louis Drax
The 9th Life of Louis Drax is een Canadees-Amerikaanse bovennatuurlijke thrillerfilm die geregisseerd werd door Alexandre Aja. Het script is geschreven door Max Minghella en gebaseerd op de gelijknamige bestseller van Liz Jensen. Jamie Dornan, Sarah Gadon, Aiden Longworth, Oliver Platt, Molly Parker, Julian Wadham, Jane McGregor, Barbara Hershey en Aaron Paul spelen de hoofdrollen.
De film kwam uit op 2 september 2016 in de Verenigde Staten en het Verenigd Koninkrijk.

## Verhaal
Het verhaal begint op de negende verjaardag van Louis Drax, als een leven vol vreemde ongelukken culmineert in een bijna dodelijke val van de jongen. Dr. Allan Pascal zoekt naar de vreemde omstandigheden omtrent de ongelukken en de donkere toevalligheden die Drax' leven geplaagd hebben.

## Rolverdeling
- Jamie Dornan als Dr. Allan Pascal
- Sarah Gadon als Natalie Drax
- Aaron Paul als Peter Drax
- Aiden Longworth als Louis Drax
- Oliver Platt als Dr. Perez
- Molly Parker als Dalton
- Julian Wadham als Dr. Janek
- Jane McGregor als Sophie
- Barbara Hershey als Violet

## Productie
In augustus 2014 werd Jamie Dornan aan de cast van de film toegevoegd. Het regisseren gebeurde onder leiding van Alexandre Aja, op basis van een script door Max Minghella, die het gebaseerd heeft op het boek. In september 2014 werden Aaron Paul, Sarah Gadon, Oliver Platt, Molly Parker, Barbara Hershey en Aiden Longworth toegevoegd aan de cast.

## Uitgave
In mei 2016 verkreeg Soda Pictures de rechten om de film uit te brengen. In juni 2016 verkreeg Summit Entertainment de distributierechten voor de film en werd een beperkte uitgave voor 2 september 2016 gepland.

## Ontvangst
The 9th Life of Louis Drax kreeg over het algemeen negatieve commentaren. Op Rotten Tomatoes heeft de film een score van 40% gebaseerd op 57 reviews met een gemiddelde score van 5.1/10. De consensus op de site luidt "The 9th Life of Louis Drax is intriguing and visually compelling, but its disparate parts are never truly woven into a satisfying whole" (The 9th Life of Louis Drax is intrigerend en visueel aantrekkelijk, maar de uiteenlopende onderdelen worden nooit tot werkelijk een bevredigend geheel aaneengeweven). Op Metacritic heeft de film een score van 41 uit 100, gebaseerd op 20 reviews, wat duidt op "gemengde of gemiddelde reviews".